# New York Stock Exchange
New York Stock Exchange, în română, Bursa (de valori) New York, foarte adesea desemnată de acronimul NYSE sau denumită afectiv [the] "Big Board", este o bursă de valori localizată în New York City.  Fondată în 1795, dar activă în actuala formulă începând cu 1817, NYSE este întâia bursă de valori a lumii judecând în termeni de capitalizare de piață în dolari americani.  Considerând cele 2.764 companii acoperite (listed securities),, NYSE este pe locul doi din toate bursele lumii.  Volumul său de acțiuni a fost depășit doar de o altă bursă din New York City, NASDAQ, în timpul anilor 1990. [The] New York Stock Exchange are o capitalizare globală de piață de aproximativ $ 25.0 trilioane conform unei estimări din 31 decembrie 2006. 
NYSE este operată de compania NYSE Euronext, care la rândul său a fost formată prin fuziunea bursei total electronizate Archipelago Holdings și Euronext.  Locul propriu-zis al tranzacționărilor (în engleză, trading floor) se găsește la adresa 11 Wall Street, fiind alcătuită din patru încăperi utilizate pentru ușurarea tranzacțiilor.  O a cincea încăpere de tranzacționare, care se găsește la adresa 30 Broad Street, a fost închisă în februarie 2007.  Clădirea principală, de la 18 Broad Street dintre intersecțiile lui Wall Street și Exchange Place, a fost desemnată clădire istorică (în engleza americană, National Historic Landmark) în 1978.
După fuzionarea grupului NYSE cu Euronext,din care a rezultat cel mai mare grup bursier din lume, NYSE Euronext, multe din operațiile sale (și în special cele legate de Internet) vor fi combinate cu cele ale New York Stock Exchange și NYSE Arca. 

## Modul de tranzacționare

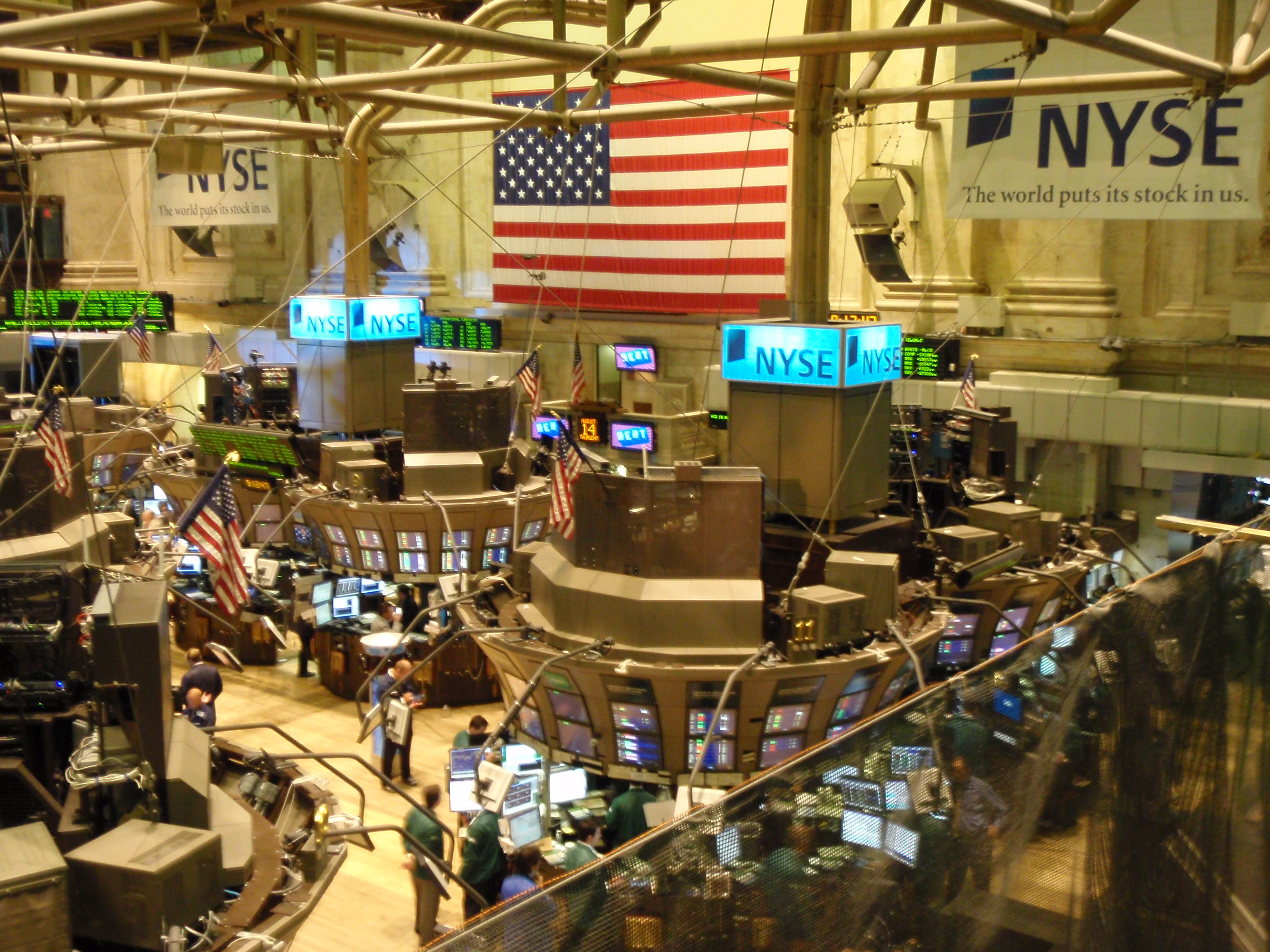
Vedere din Galeria Membrilor din clădirea NYSE

Procesul de licitație a fost automatizat în 1995, prin utilizarea calculatoarelor fără fir (HHC). Sistemul a permis comercianților să primească și să execute ordinele în format electronic prin transmisie wireless. La data de 25 septembrie 1995, NYSE membru Einersen Michael, care a proiectat și dezvoltat acest sistem, executând 1000 de acțiuni la IBM prin acest HHC se încheie un proces de 203 ani a tranzacțiilor pe hârtie și a inaugurat o epocă de tranzacționare automatizată. 
De la 24 ianuarie 2007, toate stocurile NYSE pot fi comercializate electronic (cu excepția unor stocuri mici de foarte mare preț). Clientii pot trimite acum comenzi pentru executare imediată electronic, sau ordine în piață. În primele trei luni ale anului 2007, 82% din volumul total, a fost efectuat pe cale electronică.

## Sărbători oficiale
New York Stock Exchange este închisă în zilele de sărbători, și anume: Anul Nou, Ziua lui Martin Luther King, Ziua Președintelui, Vinerea Mare, Ziua Memoriei, Ziua Independenței, Ziua Muncii, Ziua Recunostintei și Crăciunul. Programul de lucru al Bursei de valori, în preajma sărbătorilor oficiale, se modifică.  Se închide cu o zi înante de Ziua Independenței și  înainte de Crăciun și nu activează a doua zi după  Ziua Recunoștinței.